# Pedro Delgado
Pedro Delgado Robledo, også kendt som Perico, (født 15. april 1960 i Segovia), er en tidligere professionel spansk cykelrytter. Han vandt Tour de France i 1988 og Vuelta a España i 1985 og 1989.
Hans sag blev en drivkraft for ændring af cykelsportens dopingreglement, efter at han under 1988-touren blev testet positiv for probenecid, et sløringsstof.[kilde mangler] Selvom andre styrende organer inden for sportsverdenen, f.eks. IOC, anså probenecid for at være et dopingmiddel, fik det ikke konsekvenser for Delgados sejr,[kilde mangler] da den internationale cykelunion, UCI, ikke  havde probenecid på sin "sorte liste".[kilde mangler]
I dag arbejder Delgado for Television Española som cykelkommentator ved store cykelbegivenheder.[kilde mangler]
Hans navn gav den nu opløste skotske rockgruppe The Delgados inspiration til deres navn.[kilde mangler]